# Lipniak (osada leśna)
Lipniak – dawna miejscowość (gajówka) w Polsce położona w województwie mazowieckim, w powiecie sierpeckim, w gminie Sierpc. Nazwę zniesiono 1 stycznia 2010 r.. 
W miejscu gajówki nie ma zabudowań, rośnie las.
W latach 1975–1998 miejscowość należała administracyjnie do województwa płockiego.
Nazwa z nadanym identyfikatorem SIMC 0574860 występuje w zestawieniach archiwalnych TERYT z 1999 roku.
Okoliczny las nosi taką samą nazwę.